# جيس فانستراتان
جيس فانستراتان (بالإنجليزية: Jess Vanstrattan) (19 يوليو 1982 بغوسفورد في أستراليا - ) هو لاعب كرة قدم أسترالي في مركز حراسة المرمى. شارك مع منتخب أستراليا تحت 17 سنة لكرة القدم ومنتخب أستراليا تحت 20 سنة لكرة القدم. أما مع النوادي، فقد لعب مع سنترال كوست مارينرز وغولد كوست يونايتد ونادي أنكونا ونيوكاسل يونايتد جتس وهيلاس فيرونا ويوفنتوس وNorth West Sydney Spirit FC ‏ وCentral Coast United FC ‏ وكارسو كالتشيو ‏.

## وصلات خارجية
- جيس فانستراتان على موقع الاتحاد الدولي (مؤرشف)  (الإنجليزية)
- جيس فانستراتان على موقع قاعدة بيانات كرة القدم.إي يو (الإنجليزية)
- جيس فانستراتان على موقع Soccerway.com (الإنجليزية)
- جيس فانستراتان على موقع عالم كرة القدم.نت (الإنجليزية)